# Zisa Corona
Zisa Corona es una corona que se encuentra en el planeta Venus a 12° de latitud norte y 221° de longitud este. Tiene un diámetro de 850 kilómetros y es la tercera corona más grande de Venus.
Lleva el nombre de Zisa, una diosa de la cosecha alemana/nórdica y consorte de Tyr.